# Cladura tetraspila
Cladura tetraspila là một loài ruồi trong họ Limoniidae. Chúng phân bố ở miền Cổ bắc.